# Wraith : Le Néant
Wraith : Le Néant (Wraith : The Oblivion en version originale) est un jeu de rôle contemporain-fantastique situé dans le Monde des ténèbres publié pour la première fois en 1994. Il est édité par White Wolf Publishing. Les joueurs y incarnent des fantômes.
Pour les 20 ans du jeu, une édition spéciale est publiée : Wraith: The Oblivion 20th Anniversary Edition.

## Synopsis
Les joueurs incarnent des fantômes qui essayent de comprendre ce qui les a empêché de s'élever au niveau supérieur de l'existence après leur mort.

## Adaptations
Le 29 octobre 2020, le jeu Wraith: The Oblivion – The Orpheus Device (en), un jeu audio publié par Paradox Interactive sort gratuitement sur Android et IOS. Le jeu est entièrement contrôlé par des commandes vocales que le joueur donne à une enceinte connectée,.
En juin 2020, le studio de jeu vidéo Fast Travel Games annonce travailler sur un jeu VR Wraith : The Oblivion - Afterlife adapté du jeu de rôle Wraith : Le Néant prévu pour 2021.